# Mon homme (film, 1968)
Pour les articles homonymes, voir Mon homme.
Pour plus de détails, voir Fiche technique et Distribution.
Mon homme (titre original : For Love of Ivy) est un film américain réalisé par Daniel Mann, sorti en 1968.

## Synopsis
Ivy Moore est une domestique noire au service de la famille Austin. Après avoir annoncé qu'elle décidait de quitter son emploi pour suivre des études de secrétariat, ses employeurs élaborent un plan afin de la garder à leur service. 
En menaçant de dénoncer son casino clandestin, Tim Austin oblige alors Jack Parks, cadre dans une compagnie de transport, à inviter Ivy à dîner et à la faire boire. Il espère ainsi créer un choc et dissuader Ivy de les quitter.
Bien que la première rencontre se passe mal entre Jack et Ivy, dont les modes de vie sont diamétralement opposés, ils tombent finalement amoureux et finiront par se marier.

## Fiche technique
- Titre : Mon homme
- Titre original : For Love of Ivy
- Réalisation : Daniel Mann
- Scénario : Robert Alan Aurthur
- D'après l'histoire de Sidney Poitier
- Producteur : Edgar Scherick et Jay Weston
- Musique originale : Quincy Jones
- Photographie : Joseph F. Coffey
- Montage : Patricia Lewis Jaffe
- Décors : Peter Dohanos
- Costumes : Frank L. Thompson
- Sociétés de Production : ABC Pictures International - Cinerama Productions Corp. - Palomar Pictures
- Société de distributeurs : 
  - 1995 : Buena Vista Pictures
  - 1974 : American Broadcasting Company
  - 1968 : Cinerama Releasing Corporation
- Pays de production :  États-Unis
- Langue : anglais
- Format : couleur – 1,85:1
- Durée : 101 minutes (1 h 41)
- Dates de sortie : 
  - États-Unis : 17 juillet 1968
  - Irlande : 27 septembre 1968
  - France : 15 janvier 1969

## Distribution
- Sidney Poitier : Jack Parks
- Abbey Lincoln : Ivy Moore
- Beau Bridges : Tim Austin
- Nan Martin : Doris Austin
- Lauri Peters : Gena Austin
- Carroll O'Connor : Frank Austin
- Leon Bibb : Billy Talbot
- Hugh Hurd : Jerry
- Lon Satton : Harry
- Stanley Greene : Eddie
- Paul Harris : un dealer
- Tony Major : un dealer
- Clark Morgan : un dealer
- Christopher St. John : un dealer
- Bob Carey : un dealer